# Circuit de Longford
Le circuit de Longford était un circuit urbain australien de sport mécanique situé à Longford sur le bord de la South Esk River à 23 km au sud-ouest de Launceston en Tasmanie.

## Histoire
La piste fut inaugurée en 1953 avec une première course disputée la même année, et en 1959 elle accueillit son premier Grand Prix d'Australie.
De 1964 à 1968, le championnat de Formule Tasmane fit étape sur le circuit avec l'organisation en 1965 d'un deuxième Grand Prix d'Australie. Le circuit ferma en 1968 à cause de difficultés financières. Aujourd'hui, il reste peu de traces de la piste, les deux ponts ont été détruits et une autoroute traverse ce qu'était le circuit.